# 長谷川洋子
長谷川 洋子（はせがわ ようこ、1971年8月7日 - ）は、フリーアナウンサー。ニチエンプロダクションに所属していた。

## 経歴
愛知県犬山市で、民放局アナウンサーの両親の下に生まれた。金城学院高校、金城学院大学短期大学部卒業後にNHK名古屋放送局のキャスターとしてデビューした。6年の契約満了後フリーに転身した。NHKでは、プロ野球・サッカーの取材記者としても活動した。

## テレビ
- ご存じですか（日本テレビ系）
- 午後は○○おもいッきりテレビ・知れば知るほどそれよさそう!リポーター（日本テレビ系）
- ズームイン!!SUPER（日本テレビ系）
- ジパングあさ6（日本テレビ系）
- NNNニュースプラス1（日本テレビ系）
- 青春クッキング大賞（テレビ東京系）
- サタデースポーツ・サンデースポーツ（NHK）
- 大相撲名古屋場所中継リポーター（NHK）
- ニュースウェーブNHK東海（NHK名古屋）
- 読売新聞ニュース（日テレG+）
- news every.「特集」コーナー・リポーター（日本テレビ系）

## ラジオ
- 中村尚登 ニュースプラザ（TBSラジオ、2000年4月 - 2002年3月）